# Karl Bonger
Karl Bonger, nemški general in vojaški veterinar, * 13. april 1887, † 15. januar 1970.